# اولاد احبابه
اولاد احبابه (به عربی: أولاد أحبابة) یک شهرداری در الجزایر است که در استان سکیکده واقع شده‌است. اولاد احبابه ۸٬۳۶۹ نفر جمعیت دارد.